# Иван Аренс
Иван Аполонович Аренс (от руски Иван Аполлонович Аренс) е руски юрист, таен съветник, член на Полевия щаб и главен интендант на Действуващата Руска армия на Балканския полуостров в Руско-турска война (1877-1878).

## Биография
Иван Аренс е роден на 7 май 1824 г. в Русия. Завършва Юридическия факултет на Киевския университет (1845). Работи като юрист в канцеларията на Киевския губернатор. Служи в Югозападните краища на Русия (1846-1859). Работи в Интендантското управление на Руската армия като чиновник за особени поръчения, началник на отдел „Окръжни интендантски управления“, окръжен интендант на Одеса. Получава граждански ранг Действителен таен съветник.
Участва в Руско-турската война (1877-1878). Мобилизиран и е назначен за Главен интендант на Действуващата Руска армия на Балканския полуостров и член на Полевия щаб от 2 ноември 1876 г. Формира Полево интендантство и влага цялата си енергия в материалното снабдяване и осигуряване на армията. Много неприятности му създават неуредиците, които създава главния доставчик на армията, компанията „Грегер, Горвиц и Коган“, която се ползва с височайше покровителство. Независимо от това Иван Аренс запазва репутацията си на почтен човек и служител. На 25 октомври/7 ноември 1877 г. се уволнява от армията по здравословни причини. Награден е с Орден „Свети Станислав“ I ст.
След войната Участва в съставянето на интендантския отчет за войната и реорганизацията на Интендантското управление.
Родственици: син – Евгений Аренс, генерал от флота; син - Аполон Аренс, генерал-майор и преподавател в Николаевската Инженерна академия.